# 류용진
류용진은 대한민국의 배우 및 KPGA 회원이며,  대표이사로 기업을 운영하고 있다.
1991년 KBS 14기 공채탤런트 입사하여, 《대추나무 사랑걸렸네》, 《저 푸른 초원 위에》, 《들국화》, 《형》 등 20편 이상 드라마 및 영화에 활동하였고, 1999년 KPGA (한국프로골프협회) 회원으로 입회 하였다.

## 출연작

### TV 드라마
- 1991년 KBS2 수목드라마 《아스팔트 내 고향》
- 1996년 KBS2 월요드라마 《사랑이 꽃피는 계절》
- 1998년 KBS2 월화드라마 《짝사랑》
- 2001년 KBS1 농촌드라마 《대추나무 사랑걸렸네》 ... 박동철 역
- 2003년 KBS2 주말연속극 《저 푸른 초원 위에》 ... 김용만 역
- 2004년 KBS2 주말연속극 《애정의 조건》

### 영화
- 2003년 《오! 브라더스》 ... 박 사장 역
- 2005년 《이대로, 죽을 순 없다》 ... 육 반장 역